# Yamam

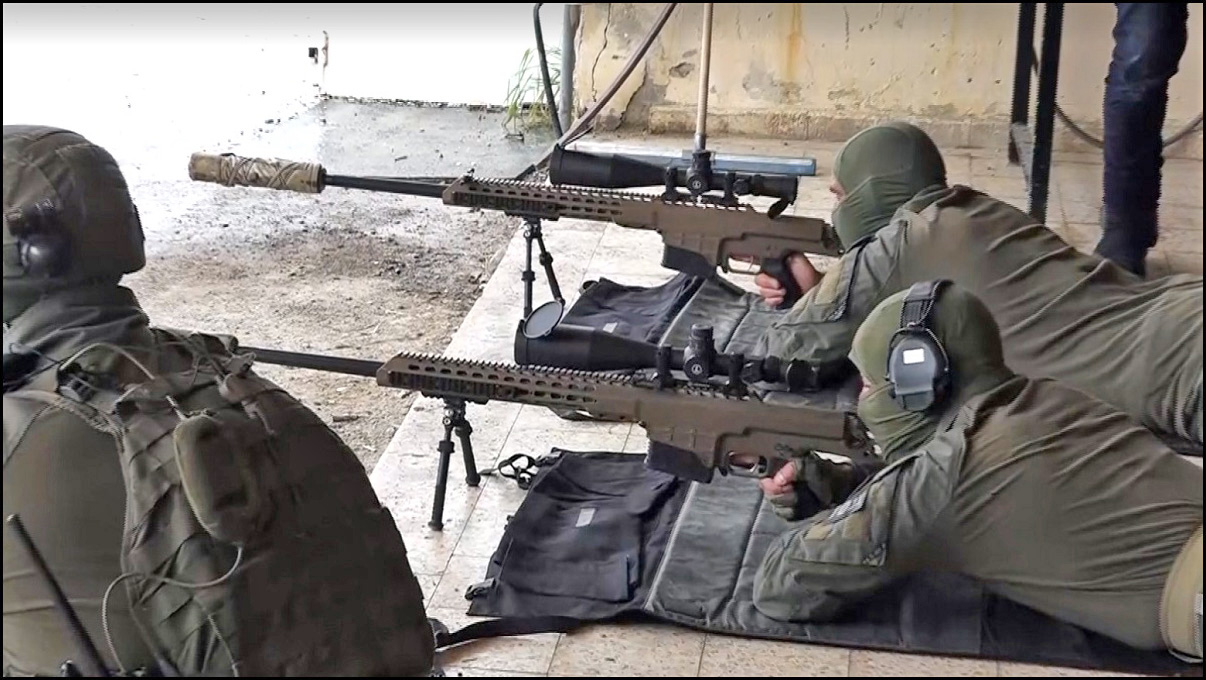
Sniper du Yamam.

Yamam (en hébreu : ימ"מ) est une unité spéciale anti-terroriste israélienne. Active depuis 1974, c'est l'une des quatre unités spéciales de la police aux frontières israélienne.

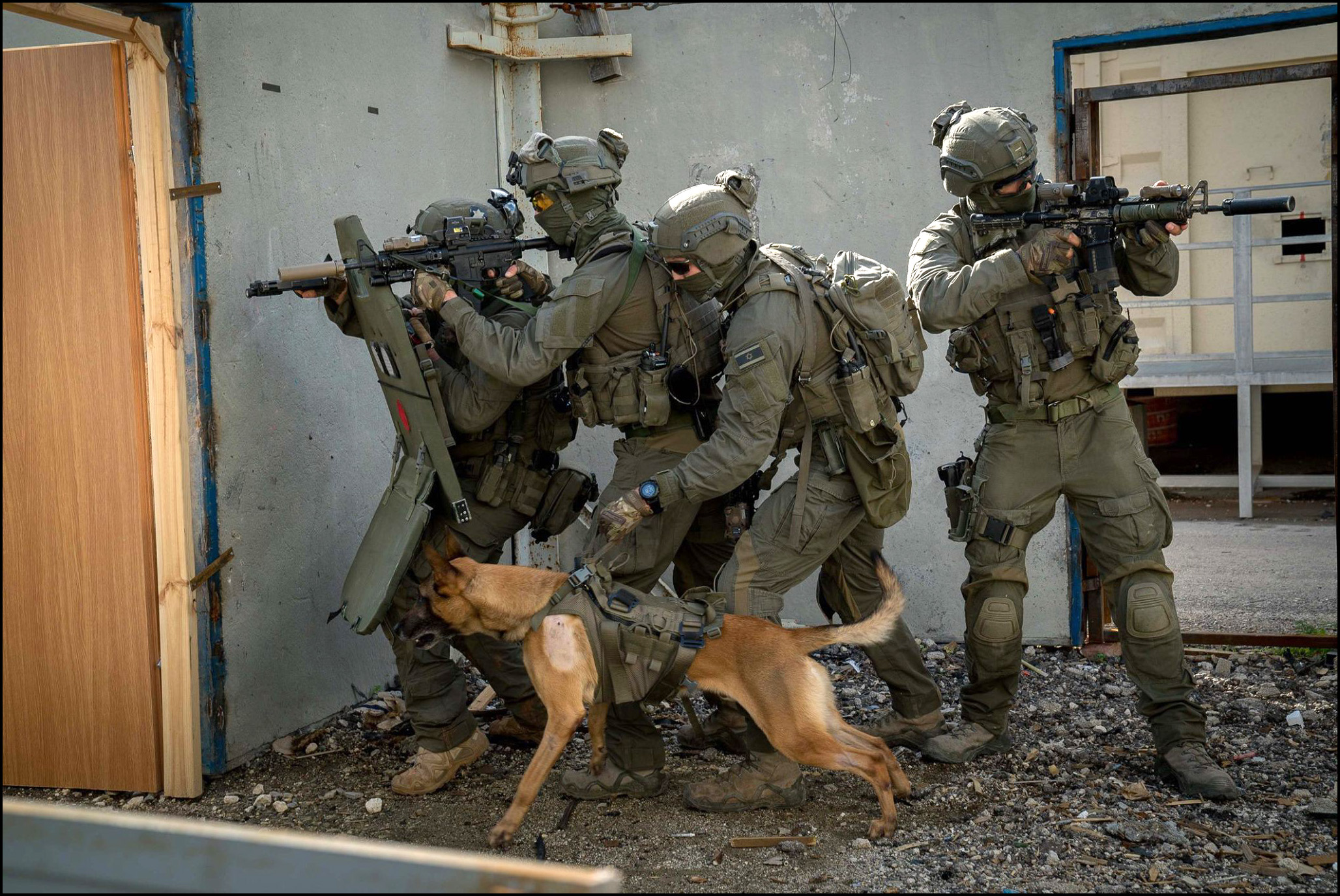
Yamam à l'entraînement.